# Albatros D.III
Albatros D.III là một loại máy bay tiêm kích hai tầng cánh được Cục không quân Lục quân Đức (Luftstreitkräfte) và Cục không quân Áo-Hung (Luftfahrtruppen) sử dụng trong Chiến tranh thế giới I.

## Quốc gia sử dụng
Austria-Hungary
- Luftfahrtruppen
- Hải quân Áo-Hung

 Bulgaria
- Không quân Bulgary

 Czechoslovakia
 German Empire
- Luftstreitkräfte
- Kaiserliche Marine

 Litva
 Poland
- Không quân Ba Lan

 Đế quốc Ottoman
- Không quân Ottoman và Không quân Thổ Nhĩ Kỳ (sau chiến tranh)

 Kingdom of Yugoslavia
- Không quân Hoàng gia Nam Tư (sau chiến tranh)

## Tính năng kỹ chiến thuật (D.III)

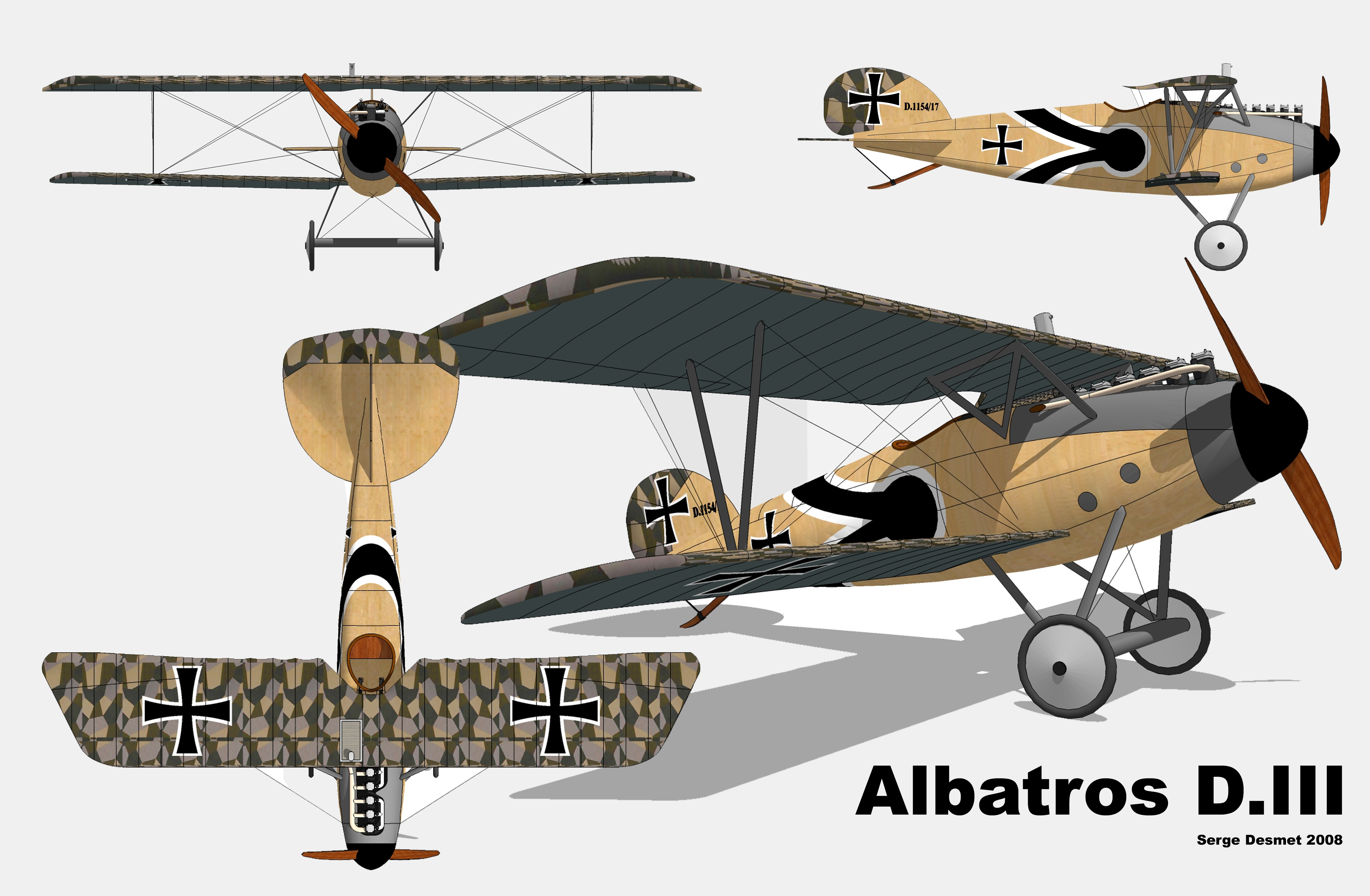
Albatros D.III

Đặc điểm tổng quát
- Kíp lái: 1
- Chiều dài: 7,33 m (24 ft 0 in)
- Sải cánh: 9 m (29 ft 6 in)
- Chiều cao: 2,90 m (9 ft 6 in)
- Diện tích cánh: 23,6 m² (254 ft²)
- Trọng lượng rỗng: 695 kg (1.532 lb)
- Trọng lượng có tải: 886 kg (1.949 lb)
- Trọng lượng cất cánh tối đa: 955 kg (2.105 lb)
- Động cơ: 1 × Mercedes D.IIIa, 127 kW (170 hp)

 Hiệu suất bay 
- Vận tốc cực đại: 175 km/h (94 kn, 109 mph) trên mực nước biển
- Tầm bay: 480 km (261 nmi, 300 mi)
- Trần bay: 5.500 m (18.044 ft)
- Vận tốc lên cao: 4,5 m/s (886ft/phút)
- Tải trên cánh: 37,5 kg/m² (7,67 lb/ft²)
- Công suất/trọng lượng: 0,13 kW/kg (0,081 hp/lb)

Trang bị vũ khí

- 2 × súng máy LMG 08/15 7,92 mm (.312 in)